# Камбьяк
Камбья́к (фр. и окс. Cambiac) — коммуна во Франции, находится в регионе Юг — Пиренеи. Департамент — Верхняя Гаронна. Входит в состав кантона Караман. Округ коммуны — Тулуза.
Код INSEE коммуны — 31102.

## География

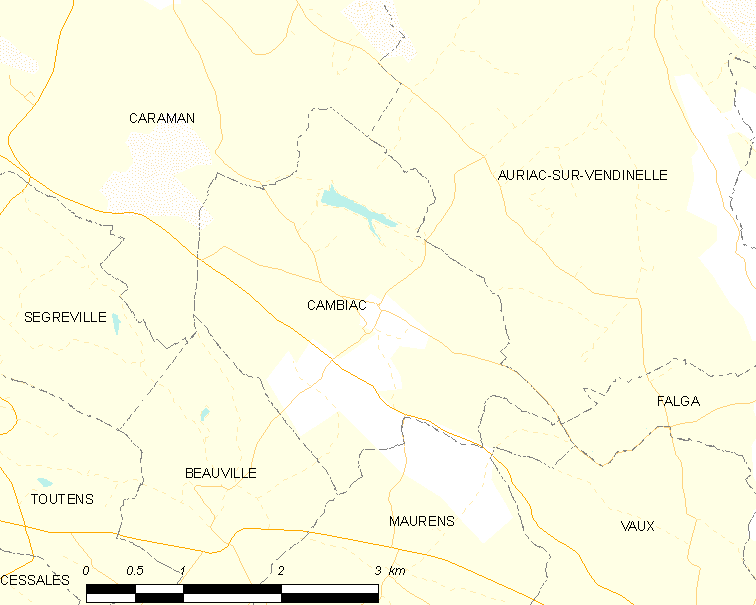
Карта коммуны

Коммуна расположена приблизительно в 600 км к югу от Парижа, в 31 км к юго-востоку от Тулузы.
На севере коммуны расположено озеро Сент-Мари.

## Климат
Климат умеренно-океанический. Зима мягкая и снежная, весна характеризуется сильными дождями и грозами, лето сухое и жаркое, осень солнечная. Преобладают сильные юго-восточные и северо-западные ветры.

## Население
Население коммуны на 2010 год составляло 227 человек.
| 1962 | 1968 | 1975 | 1982 | 1990 | 1999 | 2010 |
| ---- | ---- | ---- | ---- | ---- | ---- | ---- |
| 156  | 139  | 115  | 149  | 188  | 170  | 227  |

## Администрация
| Период | Период | Фамилия        | Партия | Примечания |
| ------ | ------ | -------------- | ------ | ---------- |
| 2001   | 2008   | Жан-Луи Батинь |        |            |
| 2008   | 2020   | Серж Андрьё    |        |            |

## Экономика
В 2010 году среди 140 человек трудоспособного возраста (15—64 лет) 109 были экономически активными, 31 — неактивными (показатель активности — 77,9 %, в 1999 году было 73,9 %). Из 109 активных жителей работали 106 человек (55 мужчин и 51 женщина), безработных было 3 (0 мужчин и 3 женщины). Среди 31 неактивных 4 человека были учениками или студентами, 12 — пенсионерами, 15 были неактивными по другим причинам.

## Достопримечательности
- Церковь Св. Стефана
- Замок Камбьяк (XV век). Исторический памятник с 2001 года[4]